# 马克斯·雅各布森
马克斯·雅各布森（瑞典語：Max Jakobson，1923年9月30日—2013年3月9日），芬兰猶太裔外交官、记者。

## 生平
1923年出生于芬兰维堡（现属俄罗斯）的犹太家庭，曾在英国广播公司任记者，1953年至1974年任职于芬兰外交部，期间被委派担任芬兰常驻联合国代表（1965年至1971年）和芬兰驻瑞典大使（1971年至1974年），1971年曾作为候选人竞选联合国秘书长职务，但因苏联的否决而竞选失败。
2013年3月9日，雅各布森於芬蘭赫爾辛基逝世。